# 多米尼克·拜德古德
多米尼克·拜德古德（英語：Domonic Bedggood；1994年9月18日—）是一位澳大利亞跳水運動員。在2014年英聯邦運動會上，他獲得了金牌。他也參加過世界游泳錦標賽。